# HP 200LX
HP 200LX (nazwa kodowa Project Felix) – palmtop produkowany przez Hewlett-Packard od 1994 roku. Technicznie jest to pełnoprawny (poza małymi wyjątkami) komputer PC z monochromatycznym wyświetlaczem, klawiaturą QWERTY, slotem PCMCIA i systemem MS-DOS.